# Captiva
Captiva est une census-designated place située dans le comté de Lee, dans l’État de Floride, aux États-Unis. Sa population s’élevait à 583 habitants lors du recensement de 2010.

## Histoire
Le nom vient du pirate José Gaspar, (Gasparilla). 
Les plages de Sanibel et son île sœur Captiva, que les explorateurs espagnols du XVIe siècle appelaient déjà Costa de Carocles (« côte des coquillages »), recèlent aujourd'hui encore une impressionnante quantité de coquillages multicolores. Plus de 200 espèces de mollusques habitent les eaux peu profondes du golfe du Mexique et l'orientation est-ouest inhabituelle de ces îles explique de tels dépôts sur leurs rivages par les courants marins. Les deux îles sont reliées entre elles et à la côte par des ponts routiers.
Sanibel et Captiva furent découvertes au XVIe siècle par des navigateurs espagnols. Ces derniers ne s'établirent cependant jamais sur ces îles qu'ils abandonnèrent aux Amérindiens Calusa.

## Démographie
| 2000 | 2010 | - | - | - | - |
| ---- | ---- | - | - | - | - |
| 353  | 583  | - | - | - | - |

## Source
- (en) Cet article est partiellement ou en totalité issu de l’article de Wikipédia en anglais intitulé « Captiva, Florida » (voir la liste des auteurs).